# Йенс-Мунк (остров)
Йенс-Мунк (англ. Jens Munk Island) — остров Канадского Арктического архипелага. В настоящее время остров необитаем; входит в состав административного региона Кикиктани (Кикиктаалук) канадской территории Нунавут. Назван в честь датского мореплавателя Йенса Мунка.

## География
Остров Йенс-Мунк расположен в северной оконечности залива Фокс, близ западного побережья острова Баффинова Земля и формирует южную границу бухты Марри-Максуэлл. Западный конец острова отделен от длинного полуострова Сиорарсук острова Баффинова Земля 2,5-километровым проливом Саут. Ближайшие соседи: остров Кох, лежащий в 28 км к востоку, и остров Роули, расположенный южнее. Площадь острова составляет 920 км². Длина береговой линии 298 км.
Остров Йенс-Мунк имеет 57 км в длину (с востока на запад) и максимальную ширину 35 км (с севера на юг). Из-за неправильной формы ширина большей части острова колеблется от 7 до 19 км. Как и все острова северной части залива Фокс, включая западную часть Баффиновой Земли, рельеф острова низменный и в восточной части редко превышает 20 метров над уровнем моря; наивысшая точка острова расположена на юго-западе и имеет высоту 125 метров.